# NGC 2362
NGC 2362 is een open sterrenhoop in het sterrenbeeld Grote Hond. Het hemelobject werd voor 1654 ontdekt door de Italiaanse astronoom Giovanni Batista Hodierna.

## Pulfrich-effect
Deze sterrenhoop bevat de ster τ Canis Majoris (Tau CMa of 30 CMa), die het optische verschijnsel Pulfrich-effect veroorzaakt. Mede daardoor kreeg deze ster de bijnaam Mexican Jumping Star.

## Synoniemen
- OCL 633
- ESO 492-SC9